# Adam Świerkocz

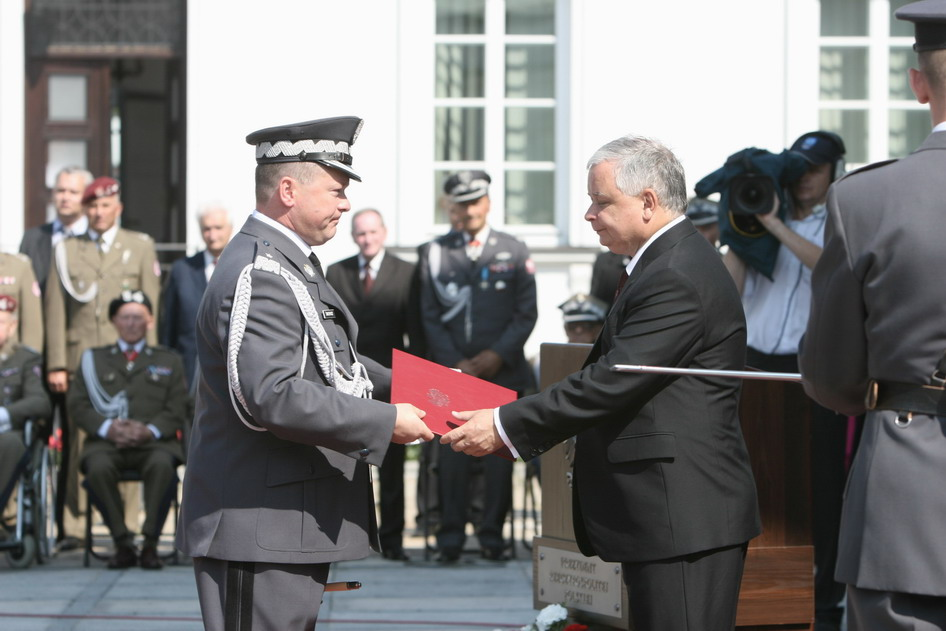
Świerkocz mit Präsident Lech Kaczyński (2007)

Adam Mirosław Świerkocz, auch Świerkosz (* 15. Dezember 1964 in Prudnik) ist ein polnischer Offizier und Brigadegeneral der Polnischen Streitkräfte, Flieger der Polnische Luftstreitkräfte.

## Ausbildung
Świerkocz war Mitglied des Bogenschützenvereins Obuwnik Prudnik und Radfahrer für Zarzewie Prudnik.
Er besuchte eine Grundschule in Prudnik. Von 1979 bis 1983 besuchte Świerkocz das zur Offiziershochschule der Luftstreitkräfte in Zielona Góra gehörende Lyzeum. Danach studierte er an der Offiziershochschule der Polnischen Luftstreitkräfte und erlangte den militärischen Rang eines Flugkommandanten. 1988 absolvierte er den MiG-21-Pilotenlehrgang.
Vom 1. Februar 1995 bis 19. August 1997 studierte er an der Akademie der Kriegskunst in Warschau. Im Jahr 2000 schloss er ein Aufbaustudium in Zivilschutz und Krisenmanagement an der Kazimierz-Wielki-Akademie in Bydgoszcz ab. Von 2000 bis 2001 studierte er am Joint Services Command and Staff College in Bracknell, und von 2006 bis 2007 an der Akademie in Maxwell.

## Militärische Laufbahn
Als Pilot wurde er 1987 zunächst zum 26. Jagdfliegerregiment in Zegrze Pomorskie geschickt. Am 22. November 1987 erhielt er den Rang eines Leutnants. Seit Juli 1993 war er Pilot des 7. Bomber- und Aufklärungsfliegerregiments in Powidz. Nach Abschluss seines Studiums an der Akademie der Kriegskunst im Jahr 1997 wurde er zum stellvertretenden Staffelkommandeur des Powidz-Regiments und später zum Leiter des Luftschießens des Regiments ernannt. Seit dem 12. Januar 2000 war er stellvertretender Kommandeur der 7. Taktischen Staffel.

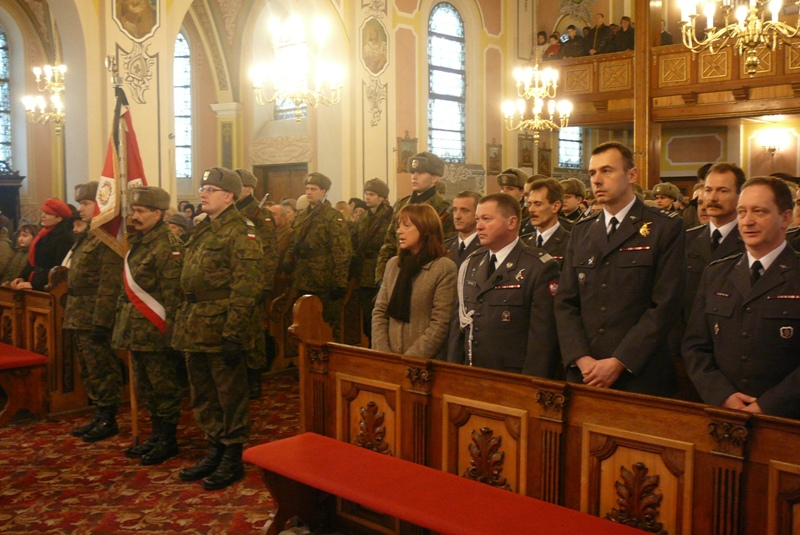
Świerkocz bei einer Gedenkfeier für die Opfer des Flugzeugabsturzes 2008

In den Jahren 2001–2004 war Świerkocz Kommandeur des 6. Taktischen Geschwaders in Powidz. Auf Beschluss von Verteidigungsminister Jerzy Szmajdziński übernahm Świerkocz am 19. Februar 2004 die Aufgaben eines Kommandeurs des 32. Taktischer Luftstützpunkt in Łask. Er war Mitorganisator eines polnisch-amerikanischen Flugtrainings mit dem Ziel, polnische Piloten und Techniker mit dem Kampfflugzeug F-16 auszubilden. Er war der Begründer des internationalen Łask-Buczek-Luftpicknicks. Am 15. August 2007 verlieh Präsident Lech Kaczyński Świerkocz den Rang eines Brigadegeneral. Am 16. August 2007 wurde er Kommandeur der 3. Transportfliegerbrigade. Während seines Dienstes bei dieser Einheit stürzte am 23. Januar 2008 in Mirosławiec ein Militärtransportflugzeug CASA C-295 der polnischen Luftstreitkräfte ab. Świerkocz war an Bord des Flugzeugs; er verließ es etwa anderthalb Stunden vor dem Absturz. Am 21. Februar 2008 war Świerkocz Vertreter des Kommandos der polnischen Luftwaffe bei der Beerdigung von Robert Kuźma, dem Kommandanten des Flugzeugs. Als Kommandeur der Garnison Powidz paraphierte Świerkocz mit Krzysztof Ostrowski, einem Starosten des Powiat Gnieźnieński, ein Abkommen über die zivil-militärische Zusammenarbeit bei der Überwachung und Vorbeugung von Krisensituationen sowie der Beseitigung ihrer Auswirkungen.

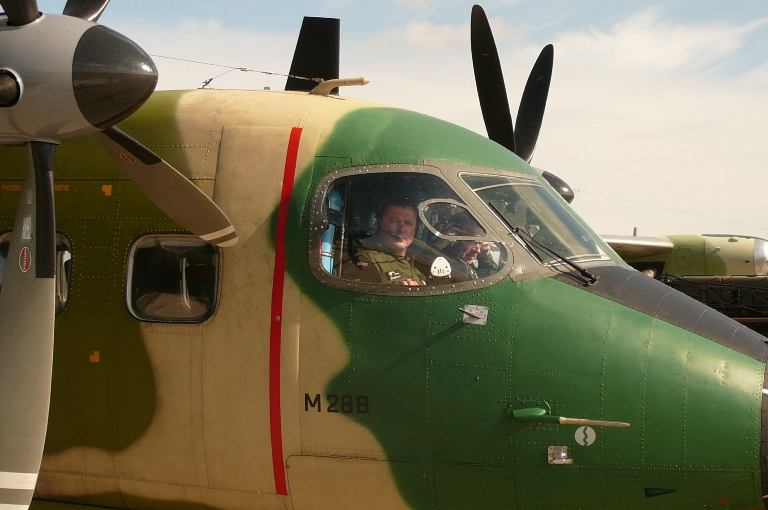
Świerkocz an Bord eines Flugzeugs während seines Abschiedsfluges (2008)

Während seines Militärdienstes flog Świerkocz die Kampfflugzeuge MiG-21 und Su-22. Er absolvierte auch Einführungsflüge mit der F-16 und dem PZL M28. Er nahm an Trainings- und Flugübungen in den USA, Vereinigtes Königreich, Dänemark, Norwegen, der Türkei, Griechenland und Italien teil. Am 30. Mai 2008 wurde er in die Reserve versetzt.

## Ehrungen
- Verdienstkreuz – Bronze (2002)[15]
- Verdienstkreuz – Silber (2005)[16]

## Privat
Świerkocz war zweimal verheiratet und hat drei Kinder. 2008 gründete er ein Beratungsunternehmen. Er lebt in Rokietnica bei Posen. Außerdem besitzt er ein Haus in seiner Heimatstadt Prudnik.